# Monogrammiste FVB

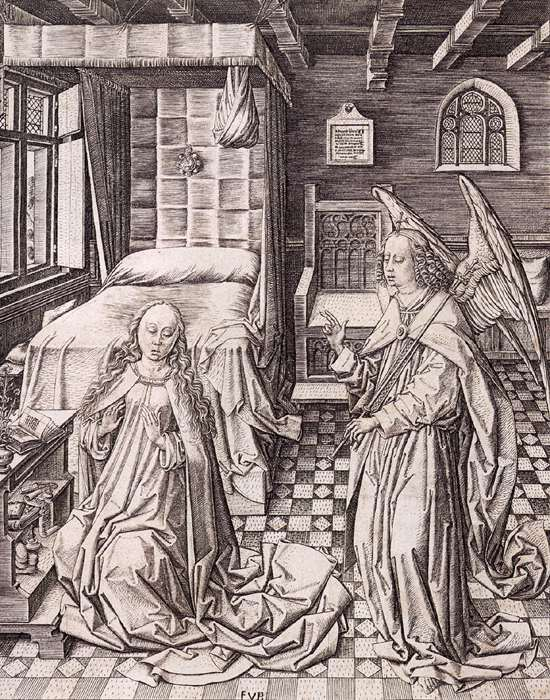
L'Annonciation (vers 1480), gravure au burin sur cuivre,, ici un exemplaire du Rijksmuseum Amsterdam.

Le monogrammiste FVB est un graveur néerlandais anonyme actif dans le dernier quart du XVe siècle. L'identification de ce graveur comme état Franz von Bocholt n'est plus admise.
Arthur M. Hind souligne l'influence de Dieric Bouts sur le travail de Maître FVB. Hind note également à propos du maître FVB que « dans l'esprit, il se rapproche plus que n'importe quel graveur de l'époque du Maître du Livre de Raison et de Schongauer ».